# Таараб
Таараб — музыкальный жанр, популярный в Танзании и Кении. На него повлияли музыкальные традиции Великих Африканских озёр, Северной Африки, Ближнего Востока и Индийского субконтинента. Таараб завоевал популярность в 1928 году с появлением первой звезды жанра — Сити бинти Саад.
Согласно местной легенде, таараб был популяризирован султаном Сеидом Баргашем ибн Саидом (1870—1888). Именно он положил начало таарабу на Занзибаре, а затем жанр распространился по всему региону Великих Африканских озёр. Султан привёз из Египта ансамбль таараба, чтобы тот играл в его дворце Бейт-эль-Аджаб. Впоследствии он решил отправить музыканта Мохамеда Ибрагима из Занзибара в Египет, чтобы тот научился музыке и игре на кануне. По возвращении он создал коллектив Zanzibar Taarab Orchestra. В 1905 году было создано второе музыкальное общество Занзибара — Ikwhani Safaa Musical Club, который процветает и по сей день. Ikwhani Safaa и Culture Musical Club (основанный в 1958 году) остаются ведущими оркестрами таараба на Занзибаре.

## Этимология
Слово «таараб» произошло от араб. طرب‎, что означает «получать удовольствие, наслаждаться музыкой».

## История
После распространения таараба из султанского дворца на занзибарские свадьбы и другие общественные мероприятия, первой известной исполнительницей таараба стала Сити бинти Саад. В 1928 году Сити со своей группой стали первыми представителями региона, сделавшими коммерческие записи. В дальнейшем она стала одним из самых известных музыкантов таараба всех времён.
В течение следующих нескольких десятилетий такие группы и музыканты, как Би Кидуде, Мзи Юсуф, Culture Musical Club и Al-Watan Musical Club, удерживали таараб в авангарде танзанийской сцены. Ансамбли кидумбака, игравшие в похожем стиле, стали популярны среди бедняков Занзибара. В состав ансамбля входили два малых барабана, бас, скрипки и танцоры с клавес и маракасами. В 1960-х годах музыкальный клуб Black Star из Танги модернизировал этот жанр и привнёс его в аудиторию соседних стран, особенно Бурунди и Кении.
Таараб представляет собой сплав доисламских мелодий народа суахили, исполняемых в ритмичном поэтическом стиле, приправленном мелодиями в арабском стиле. Это чрезвычайно живая форма искусства, пользующаяся огромной популярностью, и постоянно черпающая из старых и новых источников. Таараб составляет важную часть социальной жизни суахили в прибрежных районах, особенно на Занзибаре, в Танге и ещё дальше — в Момбасе и Малинди на побережье Кении.